# Arenivaga erratica
Arenivaga erratica  (лат.) — вид песчаных тараканов-черепашек рода Arenivaga из семейства Corydiidae (или Polyphagidae). Обнаружены в Северной Америке: США (штат Нью-Мексико, Аризона и другие), Мексика.

## Описание
Среднего размера тараканы овально-вытянутой формы: длина тела от 16 до 23 мм; ширина тела (GW) от 7 до 10 мм; ширина пронотума (PW) около 6 мм; длина пронотума (PL) около 4 мм. Соотношение длины тела к его наибольшей ширине у голотипа = TL/GW 1,97. Основная окраска оранжево-коричневая (песчаная). Имеют по 2 коготка на лапках. Ноги средней и задней пары покрыты шипиками
.
Особенности биологии неизвестны. Предположительно, как и другие виды своего рода обитают в песчаной почве и питаются микоризными грибами, листовым детритом пустынных кустарников и семенами, собранными млекопитающими. В надземных условиях живут только крылатые самцы (отличаются ярко выраженным половым диморфизмом: самки рода Arenivaga бескрылые, внешне напоминают мокриц).
Вид был впервые описан в 1903 году американским энтомологом Джеймсом Реном (James Abram Garfield Rehn, 1881—1965).